# Blitvenica
Koordinati:   43°37′30″N, 15°34′28″E
Blitvenica je majhen nenaseljen otoček v Jadranskem morju. Pripada Hrvaški.
Blitvenica, na kateri stoji svetilnik, leži okoli 6 km jugozahodno od otoka Žirje ter okoli 9 km jugovzhodno od Kurbe Vele. Površina otočka meri 0,018 km². Dolžina obalnega pasu je 0,57 km. Najviška točka na otočku je visoka 21 mnm.
Iz pomorske karte je razvidno, da svetilnik, ki stoji na južni obali otočka, oddaja svetlobni signal: B Bl(2) 30s. Nazivni domet svetilnika je 24 milj.